# Grafschrift

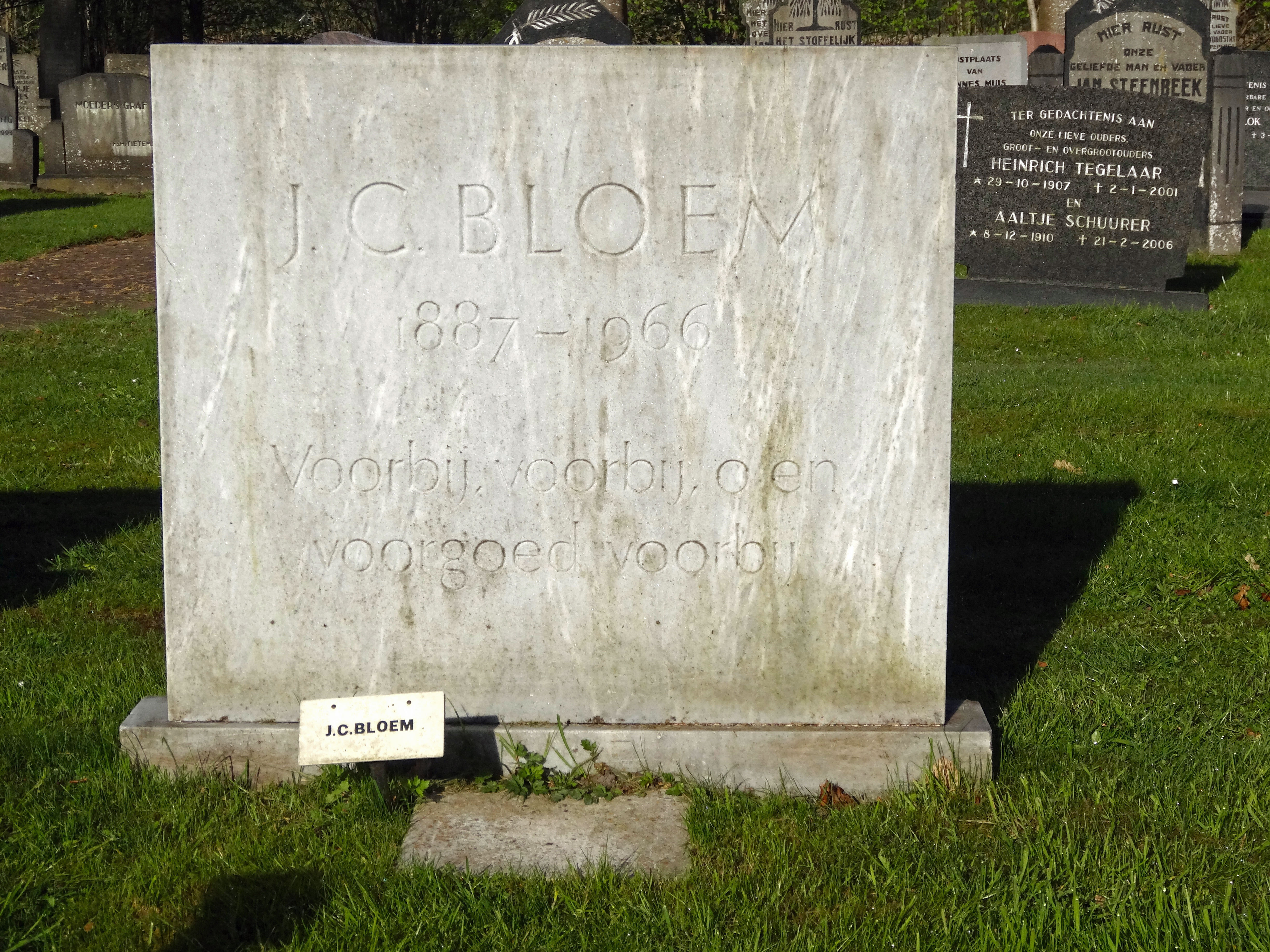
Graf van de dichter J.C. Bloem, met een citaat uit Bloems werk

Een grafschrift of epitaaf is een kort gedicht of enkele zinnen die zijn gewijd aan de overledene en op de grafsteen zijn gegraveerd - het lijkt daarin op een epigram. Meestal wordt de overledene geëerd met het grafschrift. Vaak ook wordt een Bijbeltekst op het graf opgenomen, of alléén de letters R.I.P (Requiescat in pace, Latijn voor rust in vrede).
De traditie van de grafschriften is al eeuwen oud. Het schrijven van opvallende grafschriften kwam in de Romeinse Republiek en het daaropvolgende keizerrijk erg in zwang.
Op het graf van J.C. Bloem staat de laatste regel uit zijn gedicht 'Herinnering': 'Voorbij, voorbij, o en voorgoed voorbij.'
Het grafschrift van Adriaan Roland Holst:
Wat was is geweest

## Grafschriften als literatuur
Sommige grafschriften zijn literaire voortbrengselen, bedoeld als gedichten ter overdenking of als spotternij. Deze grafschriften zijn niet gemaakt om in steen te worden gehouwen, zij zijn bedoeld om te worden gedrukt. Het kan gaan om zelfspot, morbide humor of politieke kritiek. Joost van den Vondel schreef een vernietigend grafschrift voor de Duitse erfmaarschalk Gottfried Heinrich zu Pappenheim, de verwoester van Maagdenburg, en Multatuli publiceerde een aantal misprijzende grafschriften voor Thorbecke.
Verschillende dichters hebben hun eigen grafschrift geschreven.

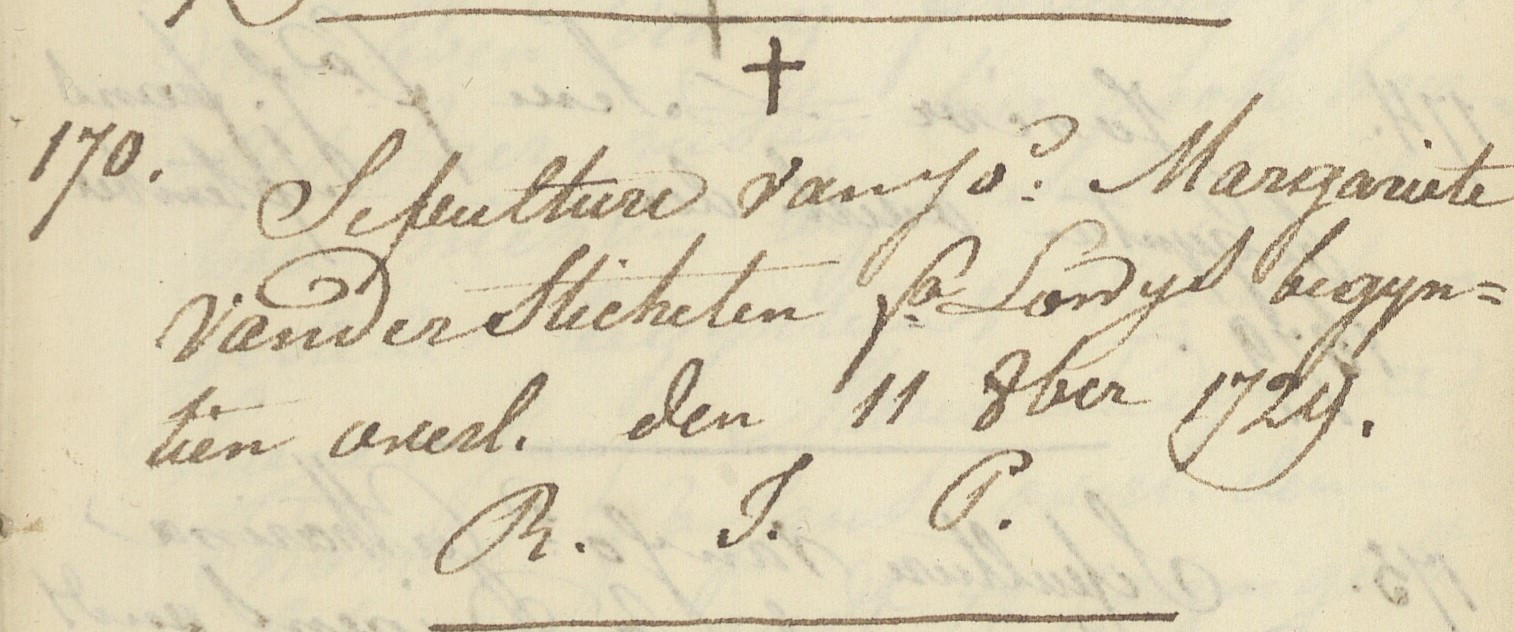
Fragment uit het manuscript "Grafschriften te Gent", geschreven in de 19de eeuw.

Grafschrift op de Graaf van Pappenheim
Geschreven uyt Maeghdenburg
Aen de Graef van Papenheyn.
Hier rot een Kreng, het hooft van moordenaers en fielen:
Gedaeght voor 't Vyerschaer Godts, van soo veel duysend zielen
Aerts-vyandt, pest en vloeck van 't menschelijck geslacht:
Die wel-lust schept in moordt, gheweldt en Vrouwe-kracht:
Die eel noch on-eel viert; noch 't heyligh, noch 't onheyligh:
En gheeft de boosheydt ruymt; en acht het schenden veyligh:
Die knevelaer, die schelm, die Stadt en Landt verwoest;
En die sijn Hengsten jaeght in 's Landt-mans suren Oegst:
Die bloed-hondt en Tyran; verbast-aerd van meedogen;
Die bloedt uyt d'aders drinckt, en tranen parst uyt d'oogen.
Kerck-roover, klocke-dief, mensch-viller, groote Beul:
Die Godt versworen heeft, en soeckt aen d'af-grondt heul:
Die sijn ghe-weten schroyt, en aerselt van berouwen;
Die zuygelingen smoort, en trapt op swanger Vrouwen.
Hoe wayt het hoeren aes? en wend sijn rugh na 't licht!
Vervloeckt hem daer hy stinckt, en spouwt hem in 't ghesicht.
De Krayen vlien de pry; niet eet-baer voor de Raven;
Den Hemel hier ontseydt, met bloedt het veld te laven!
Wat schimmen waren hier? Men hoorter een geloy.
Die ziel spoockt om haer bloedt, en 't Vee taelt na sijn hoy.
Isaäc da Costa schreef in de 19e eeuw het onderstaand grafschrift:
De Roomsche Themis treurt op 't stille graf des braven:
't is VAN DER KESSEL, wiens gebeent' hier ligt begraven!
Gy, wie ge ook zijn moogt, die dees tombe naadren zult,
is 't meer dan zucht voor 't aardsch, wat u het hart vervult,
en is 't gevoelig voor vernuft, voor kundigheden,
voor onvervalschte deugd, en zuiverheid van zeden;
zoo eer hier, met den naam der Godspraak van de Wet,
de nagedachtenis eens leeftijds zonder smet!

## Grafpoëzie
In de Provincie Groningen zijn leerzame of stichtelijke gedichten, vaak wel twintig regels lang, eeuwenlang deel geweest van de grafcultuur. Op tal van kerkhoven rond de stad zijn dergelijke gedichten te vinden. Zij beschrijven op rijm hoe de paarden met noodlottig gevolg op hol sloegen en soms wordt het sterfbed op rijm beschreven. Op een grafsteen van het kerkhof van Noorddijk houdt de dode H. G. Boer een betoog over God, leven na de dood en opstanding. In de geest der Verlichting geeft hij de voorbijganger de raad op de wetenschap en niet op de godsdienst te vertrouwen.
Vrienden stapt gerust aan wal
Hier is 't eind van uw gevaren
Niet het overgindsche dal
Zal ons rust noch kommer baren
Geen Mozes of een Jezus leer,
Moet noch u d'oogen blinden
Geen geloof; maar weten meer
Moet het maar zijn, mijn vrinden
Zoo ben ik heengegaan
Op wetenschap vertrouwen
Niet om weder optestaan
Daarop vergeefsch zij bouwen
Want de mensch is geheel
Stof
Bekend is ook
Uitgeput door vele jaren
Uitgeteerd door smart en pijn
Moest ik in de grafkuil dalen
En een prooi der wormen zijn.
Meestal staat de grafpoëzie op de achterzijde van de zerk. Maar de Groningse grafpoëzie komt ook op liggende zerken voor. De Noord-Nederlandse grafpoëzie onderscheidt zich van de grafschriften door de plaats, vaak achter op de zerk, en de toon, die moraliserend en origineel is. Het gaat niet om citaten of passages uit de Bijbel en een auteur wordt niet genoemd.
De Groningse grafpoëzie in sommige streken rijker vertegenwoordigd dan elders in de provincie.
Veel grafpoëzie, altijd in het Nederlands, niet in het Gronings, treft men aan op de kerkhoven van Leermens, Harkstede, Scharmer, Bierum en op de begraafplaats van Holwierde.
Ook in de veenkoloniale streken van de provincies Drenthe en Friesland wordt grafpoëzie aangetroffen.
De bewaard gebleven grafpoëzie is een van de attracties van de vaak fraai in het Groningerland gelegen kerkhoven en er worden tochten langs de graven gemaakt. Ze zijn niet altijd macaber, triest of religieus. Zo leest men op een zerk in Leermens:
een ieder die aan dit
graf vertoeft: heb een
goede gedachte en
het zal u rust geven

## Humor
Het grafschrift is, waarschijnlijk vanwege het taboe rond de dood vaak onderwerp voor humor.
Een heel bekend grafschrift is dat voor de achttiende-eeuwse dichter Hubert Kornelisz. Poot:
Hier ligt Poot: 
hij is dood (hier leyt Poot, Hy is doot).
Dit epitaaf is, in tegenstelling tot wat velen denken, niet door hemzelf geschreven. Het werd door Jacob van Lennep in 1859 opgenomen in een uitgave van de werken van De Schoolmeester. Ook door hem zou het niet geschreven zijn, maar door zijn vriend Aart Veder. Op het graf van Poot, in de Oude Kerk in Delft, staat overigens gewoon "H.K. Poot/ Obiit/ 17 12-31 33".
Het genre bestaat ook nu nog, zo heeft de dichter Gerrit Komrij voor zichzelf het volgende grafschrift geschreven:
Hier ligt Gerrit Komrij. 
Ik denk dat ik omrij.

## Beroemde niet-Nederlandstalige grafschriften

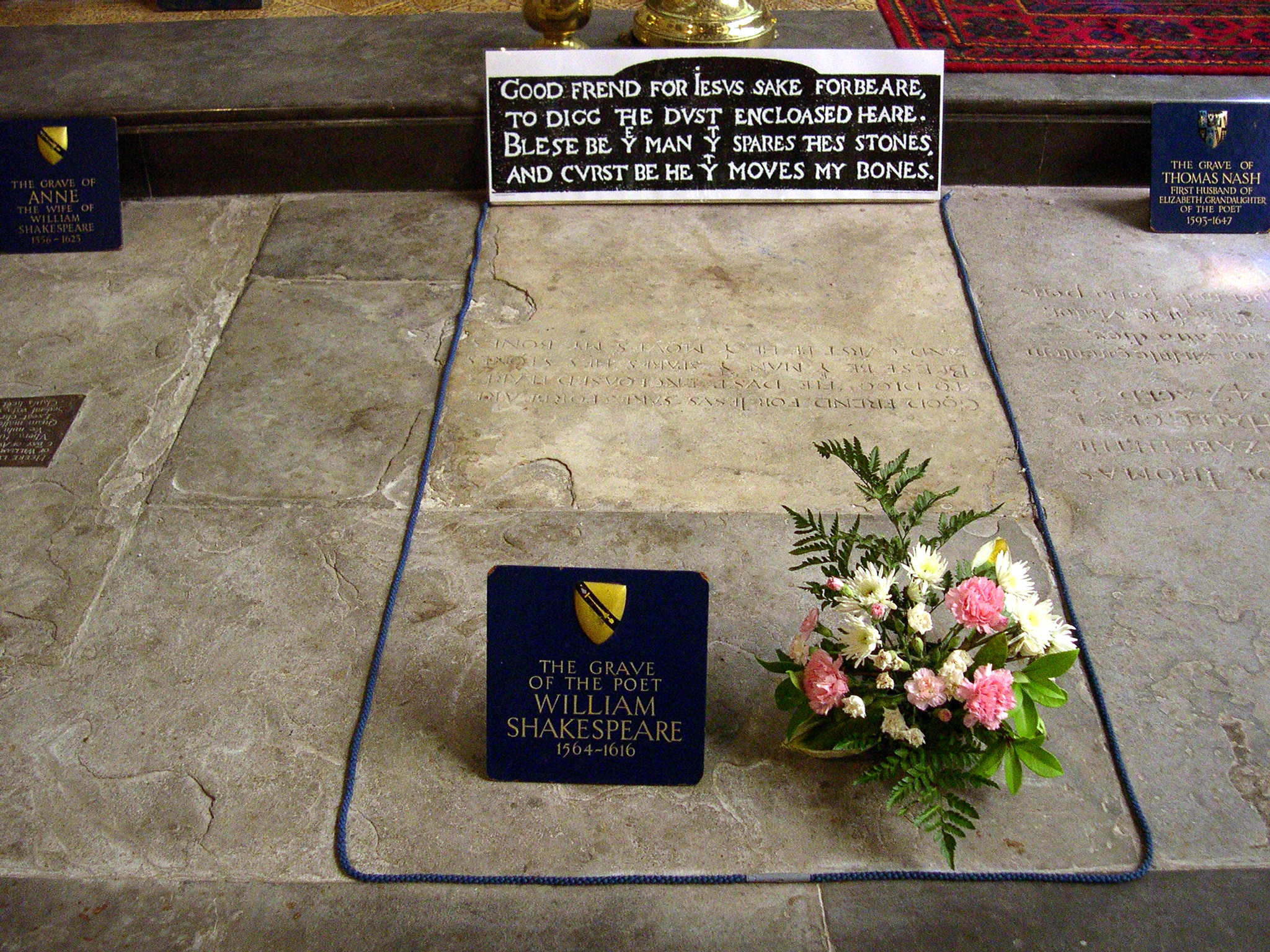
Het graf van Shakespeare

Op het graf van William Shakespeare staat een vervloeking:
"Kind friend, for Ieusus sake forbear,
To dig the dust enclosed here.
Blest be he that keeps these stones,
But cursed be he that moves my bones."
Het graf is nog nooit voor onderzoek geopend.

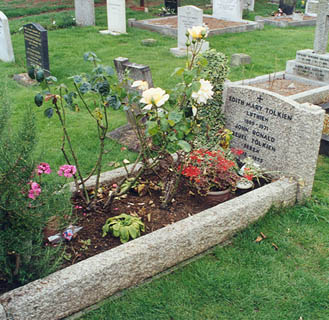
Grafschrift:
†
Edith Mary Tolkien
Luthien
1889 – 1971
John Ronald Reuel Tolkien
Beren
1892 – 1973

Christopher Wren werd op 5 maart 1723 in de crypte van de door hem gebouwde Saint Paul's begraven.
Zijn zoon Christopher Wren Jr. schreef het beroemd geworden grafschrift: Lector, si monumentum requiris, circumspice.
Dat vertaald wordt als: Lezer, zo u zijn grafmonument zoekt, kijk dan om u heen.
Op het graf van Isaac Newton staat een gedicht van Alexander Pope:
"Nature, and nature's laws,
Lay hid in night,
God said, let Newton be!
And all was light."
Benito Mussolini had als grafschrift het volgende gewild: "Hier ligt een van de meest intelligente beesten die ooit op aarde heeft rond gelopen."
J.R.R. Tolkien is naast zijn vrouw begraven. Op hun grafsteen staan de namen "Beren" en "Luthien". Deze namen verhelderen de liefdesgeschiedenis van Beren en Luthien die in verschillende versies van Tolkiens werken voorkomt.
Spike Milligan heeft op zijn grafsteen staan: "Dúirt mé leat go raibh mé breoite", Iers voor "ik zei toch dat ik ziek was".

## Nep
Op Amsterdamse gymnasia rond 1960 deed een nep-grafschrift van Caesar de ronde. Dit luidde:
hyphrat liver asper gus
assure augur quis
hyphrat se va sogustot savos
lapdatum oquis
Scholieren braken hun hoofd op de "vertaling" hiervan. Vertaald luidt dit gedicht:
Hij vrat liever asperges
als zure augurkjes
Hij vrat ze van 's ochtends tot 's avonds
Lap dat 'm ook eens.
(Voor soortgelijke grapjes, zie ook potjeslatijn)